# Registre national des lieux historiques dans le comté d'Inyo

Localisation du comté d'Inyo en Californie

Ceci est la liste des lieux historiques inscrits sur le registre national dans le comté d'Inyo en Californie.
C'est censé être une liste exhaustive des propriétés et des districts des lieux historiques du registre national dans le comté d'Imperial, en Californie. Les coordonnées de latitude et longitude sont fournies pour la plupart des propriétés et les districts du registre national ; ces localisations peuvent être aperçus sur Google Map.
Il y a 17 propriétés et districts répertoriés sur le registre national dans le comté, dont deux monuments historiques nationauxl.

## Liste actuelle
| Position | ID       | Type | Nom                                                    | Localisation                                                      | Ville                                 | Date d'inscription | Image | Coordonnées                          | Description |
| -------- | -------- | ---- | ------------------------------------------------------ | ----------------------------------------------------------------- | ------------------------------------- | ------------------ | ----- | ------------------------------------ | ----------- |
| 1        | 03000116 | NRHP | Archeological Site CA-INY-134 (en)                     | Adresse restreinte                                                | Olancha                               | 12 mars 2003       |       |                                      |             |
| 2        | 99001178 | NHL  | Big and Little Petroglyph Canyons (en)                 | Adresse restreinte                                                | China Lake (en)                       | 15 octobre 1966    |       |                                      |             |
| 3        | 78000674 | HD   | Coso Hot Springs (en)                                  | Adresse restreinte                                                | Little Lake (en)                      | 3 janvier 1978     |       |                                      |             |
| 4        | 66000209 | NHLD | Coso Rock Art District (en)                            | Adresse restreinte                                                | China Lake (en)                       | 8 octobre 1999     |       |                                      |             |
| 5        | 80000802 | HD   | Death Valley Junction Historic District (en)           | State Route 127 and State Route 190                               | Death Valley Junction (en)            | 10 décembre 1980   |       | 36° 18′ 08″ nord, 116° 24′ 54″ ouest |             |
| 6        | 78000297 | HD   | Death Valley Scotty Historic District                  | Sur la State Route 72, Parc national de la vallée de la Mort      | Parc national de la vallée de la Mort | 20 juillet 1978    |       | 37° 01′ 33″ nord, 117° 22′ 02″ ouest |             |
| 7        | 74000338 | HD   | Eagle Borax Works                                      | Death Valley National Park                                        | Furnace Creek                         | 31 décembre 1974   |       | 36° 12′ 04″ nord, 116° 51′ 54″ ouest |             |
| 8        | 80004492 | HD   | Fossil Falls Archeological District (en)               | Restricted                                                        | Little Lake (en)                      | 9 juillet 1980     |       |                                      |             |
| 9        | 74000339 | HD   | Harmony Borax Works                                    | Parc national de la vallée de la Mort                             | Stovepipe Wells                       | 31 décembre 1974   |       | 36° 28′ 47″ nord, 116° 52′ 32″ ouest |             |
| 10       | 97001664 | NRHP | Inyo County Courthouse (en)                            | 168 N. Edwards Street, Independence                               | Independence                          | 23 janvier 1998    |       | 36° 48′ 13″ nord, 118° 11′ 56″ ouest |             |
| 11       | 81000149 | HD   | Laws Narrow Gauge Railroad Historic District (en)      | U.S. Route 6, northeast of Bishop                                 | Laws (en)                             | 1er octobre 1981   |       | 37° 24′ 06″ nord, 118° 20′ 50″ ouest |             |
| 12       | 75000221 | HD   | Leadfield                                              | Parc national de la vallée de la Mort, on Titus Canyon Trail      | Parc national de la vallée de la Mort | 10 juin 1975       |       | 36° 50′ 50″ nord, 117° 03′ 27″ ouest |             |
| 13       | 76000484 | NHS  | Manzanar War Relocation Center, National Historic Site | U.S. Route 395; 6 milles (9,7 km) au sud d'Independence           | Independence                          | 30 juillet 1976    |       | 36° 43′ 42″ nord, 118° 09′ 16″ ouest |             |
| 14       | 75000428 | HD   | Pawona Witu (en)                                       | Adresse restreinte                                                | Bishop                                | 14 octobre 1975    |       |                                      |             |
| 15       | 03001358 | NRHP | Reilly (en)                                            | Côté ouest de la Panamint Valley                                  | Trona                                 | 2 janvier 2004     |       | 36° 00′ 25″ nord, 117° 22′ 08″ ouest |             |
| 16       | 74000514 | NRHP | Saline Valley Salt Tram Historic Structure (en)        | Inyo Mountains, nord de Keeler entre Gordo Peak et New York Butte | Inyo Mountains (en)                   | 31 décembre 1974   |       | 36° 36′ 39″ nord, 117° 51′ 19″ ouest |             |
| 17       | 74000349 | HD   | Skidoo                                                 | Parc national de la vallée de la Mort, Wildrose District          | Parc national de la vallée de la Mort | 16 avril 1974      |       | 36° 25′ 59″ nord, 117° 07′ 46″ ouest |             |